# Julian Schwinger
Julian Schwinger (Nova Iorque, 12 de fevereiro de 1918 — Los Angeles, 16 de julho de 1994) foi um físico estadunidense.
Foi laureado com o Nobel de Física de 1965, por trabalhos fundamentais em eletrodinâmica quântica, com implicações fundamentais na física de partículas.

## Vida
Ele é mais conhecido por seu trabalho em eletrodinâmica quântica (QED), em particular por desenvolver uma teoria de perturbação relativisticamente invariante. Schwinger foi professor de física em várias universidades.
Schwinger é reconhecido como um dos maiores físicos do século XX, responsável por grande parte da moderna teoria de campos quânticos, incluindo uma abordagem variacional e as equações de movimento para campos quânticos. Ele desenvolveu o primeiro modelo eletrofraco e o primeiro exemplo de confinamento em 1 + 1 dimensões. Ele é responsável pela teoria dos neutrinos múltiplos, termos de Schwinger e pela teoria do campo spin-3/2.

## Publicações selecionadas
- Schwinger, J (1948). «On Quantum-Electrodynamics and the Magnetic Moment of the Electron». Phys. Rev. 73 (4): 416–417. Bibcode:1948PhRv...73..416S. doi:10.1103/PhysRev.73.416
- Schwinger, J (1948). «Quantum Electrodynamics. I. A Covariant Formulation». Phys. Rev. 74 (10): 1439–1461. Bibcode:1948PhRv...74.1439S. doi:10.1103/PhysRev.74.1439
- Schwinger, J (1949). «Quantum Electrodynamics. II. Vacuum Polarization and Self-Energy». Phys. Rev. 75 (4): 651–679. Bibcode:1949PhRv...75..651S. doi:10.1103/PhysRev.75.651
- Schwinger, J (1949). «Quantum Electrodynamics. III. The Electromagnetic Properties of the Electron Radiative Corrections to Scattering». Phys. Rev. 76 (6): 790–817. Bibcode:1949PhRv...76..790S. doi:10.1103/PhysRev.76.790
- Feshbach, H., Schwinger, J. and J. A. Harr. "Effect of Tensor Range in Nuclear Two-Body Problems", Computation Laboratory of Harvard University, United States Department of Energy (through predecessor agency the Atomic Energy Commission) (November 1949).
- Schwinger, J (1951). «On Gauge Invariance and Vacuum Polarization». Phys. Rev. 82 (5): 664–679. Bibcode:1951PhRv...82..664S. doi:10.1103/PhysRev.82.664
- Schwinger, J. "On Angular Momentum", Harvard University, Nuclear Development Associates, Inc., United States Department of Energy (through predecessor agency the Atomic Energy Commission) (January 26, 1952).
- Schwinger, J. "The Theory of Quantized Fields. II", Harvard University, United States Department of Energy (through predecessor agency the Atomic Energy Commission) (1951).
- Schwinger, J. "The Theory of Quantizied Fields. Part 3", Harvard University, United States Department of Energy (through predecessor agency the Atomic Energy Commission) (May 1953).
- Schwinger, J. Einstein's Legacy (1986). Scientific American Library. 2012 e-book